# أزمة تيمور الشرقية 2006
بدأت أزمة تيمور الشرقية عام 2006 بخلاف بين عناصر في جيش تيمور الشرقية حول التمييز داخل الجيش، وتطور إلى محاولة انقلاب وعنف عام في جميع أنحاء البلاد، وتركزت الأحداث في العاصمة ديلي. أدت الأزمة إلى تدخل عدة دول أخرى عسكريًا، وإلى استقالة رئيس الوزراء مرعي الكثيري.

## خلفية
اشتعل فتيل الأزمة من إدارة نزاع داخل جيش تيمور الشرقية، عندما زعم جنود من الجزء الغربي من البلاد أنهم يتعرضون للتمييز لصالح جنود من الجزء الشرقي. شكل اللوروساي (باللغة التيتومية: الشرقيون) الجزء الأكبر من القوات المسلحة الوطنية لتحرير تيمور الشرقية (فالينتيل)، التي كان لها الدور الأكبر في مقاومة السلطة الإندونيسية، والتي، بعد الاستقلال النهائي للبلاد عام 2002، شكلت الجزء الأكبر من الجيش. وعلى النقيض من ذلك، كان اللورومونو (باللغة التيتومية: الغربيون) أقل بروزًا في المقاومة، وأقل تفضيلًا في البنية العسكرية. حدث توتر بين الجيش والشرطة التي كانت تضم عددًا أكبر من الغربيين وبعض الأعضاء السابقين بالجيش الإندونيسي.
ترك 404 من أصل حوالي 1500 جنديًا ثكناتهم في 8 فبراير 2006، وانضم إليهم 177 آخرين في 25 فبراير. أُمِرَ الجنود بالعودة في مارس، ولكنهم رفضوا، وأعفوا من الخدمة. انضم إلى الجنود فيما بعد بعض أفراد قوة الشرطة، وقادهم في البداية الملازم غاستاو سالسينها.
أعلن وزير الخارجية جوزيه راموس-هورتا في أوائل أبريل أنه ستُشكل لجنة للنظر في شكاوى الجنود السابقين، لكنه أضاف أنه «لن يتم إعادتهم إلى الجيش، إلا على أساس حالتهم وموقفهم عندما نحدد مسؤوليات وأدوار كل فرد في هذا الحادث برمته».
كانت هناك دوافع سياسية وراء الهجمات على الجنود والحكومة، وأعلن المسؤولون عن أعمال العنف والقتل الولاء للرئيس آنذاك شانانا غوسماو، الذي أراد أن يحل محل رئيس الوزراء وزعيم الجبهة الثورية لتيمور الشرقية المستقلة مرعي الكثيري.

## العنف
في 24 أبريل، تظاهر الجنود السابقون وأنصارهم المدنيون، ومعظمهم من الشباب العاطلين عن العمل، في شوارع العاصمة ديلي في احتجاج سلمي تحول لاحقًا إلى أعمال عنف عندما هاجم الجنود سوقًا يديره شرقيون. استمرت أعمال العنف حتى 28 أبريل، اشتبك خلالها الجنود السابقون مع قوات الدفاع، التي أطلقت النار على الحشد. وقد أسفر العنف عن مقتل خمسة أشخاص وتدمير أكثر من 100 مبنى وهرب ما يقدر ب 21,000 من سكان ديلي من المدينة.
في 4 مايو، انشق الرائد ألفريدو رينادو و20 من أفراد الشرطة العسكرية كانوا تحت قيادته مع أربعة آخرين من شرطة مكافحة الشغب وانضموا إلى الجنود المتمردين، وأخذوا معهم شاحنتين مليئتين بالأسلحة والذخيرة. بعد انضمامه، أقام رينادو قاعدته في بلدة آيلو في التلال الواقعة جنوب غرب ديلي، وهناك حرس مع الشرطة العسكرية الطريق المؤدي إلى الجبال.
في مساء يوم 5 مايو، صاغ الجنود السابقون بقيادة سالسينها إعلانًا طالبوا فيه الرئيس شانانا غوسماو بإقالة رئيس الوزراء مرعي الكثيري وفك القوات المسلحة التيمورية في غضون 48 ساعة. اتصل غوسماو بسالسينها في وقت سابق من ذلك اليوم في محاولة لمنع إصدار الإعلان، لكن الأخير أخبره أن الأوان قد فات.
ظل الجنود المتمردون في التلال فوق العاصمة، حيث انخرطوا في معارك قتالية مع قوات الدفاع بشكل متقطع على مدى الأسابيع العديدة التالية، كما جابت عصابات عنيفة شوارع ديلي وحرقت المنازل السيارات. خيم المدنيون الفارون من ديلي في مدن قريبة أو في كنائس في ضواحي العاصمة. قدم دير كاثوليكي لوحده مساعدة للصليب الأحمر تكفي لحوالي 7000 شخص.
في 8 مايو، قُتل ضابط شرطة عندما حاصر حشد من 1000 شخص مبنى مكتب وزير الدولة الإقليمي الحكومي في بلدة خارج ديلي. في 9 مايو، وصف رئيس الوزراء مرعي الكثيري العنف منذ 28 أبريل بأنه انقلاب، بهدف إلى «عرقلة المؤسسات الديمقراطية ومنعها من العمل بطريقة يكون الحل الوحيد فيها هو حل الرئيس للبرلمان الوطني ... الأمر الذي من شأنه أن يؤدي إلى سقوط الحكومة لاحقًا». بيد أن الكثيري أعلن في 10 مايو أن المسؤولين الحكوميين قد أجروا مفاوضات مع الجنود المتمردين، اتفق فيها على أن يحصل الجنود المتمردون على دعم حكومي يعادل أجرهم العسكري السابق لمساعدة أسرهم.
غادرت قوات الأمم المتحدة لحفظ السلام تيمور الشرقية في 20 مايو 2005، وكان من المقرر أن يغادر الموظفون الإداريون وأفراد الشرطة العاملون في مكتب الأمم المتحدة في تيمور الشرقية في 20 مايو 2006، ولكن موعد مغادرتهم النهائي مُدِّدَ في 11 مايو حتى يونيو على الأقل، وتزامن قرار التمديد مع طلب وزير الخارجية راموس هورتا إلى المفوضية السامية للأمم المتحدة لحقوق الإنسان للتحقيق في مزاعم انتهاكات حقوق الإنسان التي ترتكبها قوات الشرطة التيمورية الشرقية، حسبما زعمت منظمة هيومن رايتس ووتش ووزارة الخارجية الأمريكية. في 12 مايو ، أعلن رئيس وزراء أستراليا جون هوارد أنه على الرغم من عدم وجود أي طلبات مساعدة رسمية من حكومة تيمور الشرقية، فإن القوات الأسترالية كانت على أهبة الاستعداد لتقديمها، إذ نقلت سفينتا النقل البرمائي هماس كانيمبلا وهماس مانورا إلى المياه الشمالية استعدادًا لذلك.
تصاعدت أحداث العنف في أواخر مايو، إذ قتل أحد جنود القوات المسلحة التيمورية وأصيب خمسة آخرون في مناوشات وقعت في 23 مايو، وقدم وزير الخارجية راموس هورتا طلب تقديم مساعدة عسكرية رسميًا في 24 مايو إلى حكومات أستراليا والبرتغال وماليزيا ونيوزيلندا. في 25 مايو، ومع وصول أولى القوات الدولية، كان بعض الجنود المنشقين يتسللون إلى ديلي وينخرطون في معارك مع القوات المسلحة التيمورية وقوات الشرطة، ويُعتقد أن ما يصل إلى عشرين شخصًا قد قتلوا على إثر ذلك.

## التدخل الخارجي
سمي الرد العسكري الدولي على هذه الأزمة باسم عملية الدهاء (بالإنجلزية: Operation Astute) وتقدمتها قوات الدفاع الأسترالية بقيادة العميد مايكل سلاتر من اللواء الأسترالي الثالث، وضمت قوات من أربع دول.

### أستراليا
أعلن رئيس وزراء أستراليا جون هوارد في 24 مايو أنه سيتم نشر القوات الأسترالية في تيمور الشرقية، على أن يتم التفاوض على تشكيل القوة وشروط الاشتباك خلال الأيام القليلة المقبلة. قدمت أستراليا في البداية ما بين 1,000 و1,300 جنديًا من المشاة، وثلاث سفن تابعة للبحرية الملكية الأسترالية (هماس مانورا وهماس كانمبلا اللتان كانتا متمركزتان بالفعل في الجوار، وهماس طبرق) إلى جانب قابلية تقديم مساعدات أخرى. كانت الكتيبة الرابعة «الكتيبة الملكية الأسترالية كوماندو» أول وحدة أرسلتها أستراليا.
بعد ظهر يوم 25 مايو، هبطت أربع طائرات عمودية من طراز بلاك هوك وطائرة نقل من طراز سي-130 هرقلز في مطار ديلي مع الدفعة الأولى من القوات الأسترالية، وكان من المتوقع أن تصل جميع القوات الأسترالية إلى تيمور الشرقية بحلول 27 مايو، أي قبل يوم كامل من المتوقع.
تزامن الانتشار في تيمور الشرقية مع سحب حوالي 260 جنديًا من أصل 400 جندي أسترالي من جزر سليمان، ودعمت القوات النيوزيلندية والفيجية الـ 140 المتبقين. ومع ذلك، صرح وزير الدفاع بريندان نيلسون إن الانتشار في تيمور الشرقية لن يؤدي إلى زيادة قوة الدفاع، مشيرًا إلى أنهم يملكون عدد قوات كاف.